# Witalij Liszczynski
Witalij Wołodymyrowycz Liszczynski (ukr. Віталій Володимирович Ліщинський; ur. 3 lipca 1982) – ukraiński zapaśnik walczący w stylu klasycznym. Brązowy medalista mistrzostw Europy w 2009, a także igrzysk wojskowych w 2007. Pierwszy w Pucharze Świata w 2007 roku.